# Championnats de France d'aquathlon
Les championnats de France de d'aquathlon sont une compétition annuelle décernant les titres individuels masculin et féminin de champion de France d'aquathlon. Ils sont organisés par la Fédération française de triathlon (FFTri) depuis 2007.

## Palmarès
Le tableau présente les résultats de la compétition toutes catégories.
| Année | Lieu                  | Hommes                                                | Hommes                                                | Hommes                                                | Femmes                                                | Femmes                                                | Femmes                                                |              |                |
| ----- | --------------------- | ----------------------------------------------------- | ----------------------------------------------------- | ----------------------------------------------------- | ----------------------------------------------------- | ----------------------------------------------------- | ----------------------------------------------------- | ------------ | -------------- |
| Année | Lieu                  | 2007                                                  | Arnay- le-Duc                                         | Yohann Vincent                                        | Nicolas Vacher                                        | Sylvain Rota                                          | Laurence De Jaeghere                                  | Julie Nivoix | Karelle Dubief |
| 2008  | Jonathan Lardier      | Pascal Faivre-Pierret                                 | Arnay- le-Duc                                         | Pierre Billa                                          | Laurence De Jaeghere                                  | Charlotte Lancereau                                   | Audrey Cléau                                          |              |                |
| 2009  | Gray                  | Jonathan Lardier                                      | Antoine Febvay                                        | David Obozil                                          | Charlotte Lancereau                                   | Laurence De Jaeghere                                  | Charlotte Gauchet                                     |              |                |
| 2010  | Gray                  | Benjamin Pernet                                       | Jonathan Lardier                                      | Stéphan Bignet                                        | Anne Tabarant                                         | Bérangère Abraham                                     | Pauline Purro                                         |              |                |
| 2011  | Gray                  | Raoul Shaw                                            | Jonathan Lardier                                      | Félix Duchampt                                        | Anne Tabarant                                         | Bérangère Abraham                                     | Coralie Bailly                                        |              |                |
| 2012  | Metz                  | Raoul Shaw                                            | Cédric Oesterle                                       | Jérémy Quindos                                        | Anne Tabarant                                         | Jessica Leroux                                        | Camille Donat                                         |              |                |
| 2013  | Metz                  | Félix Duchampt                                        | Cédric Oesterle                                       | Thomas Sayer                                          | Jessica Leroux                                        | Maud Cloix                                            | Alexia Bailly                                         |              |                |
| 2014  | Bergerac              | Stéphane Gomez                                        | Carl Dupont                                           | Simon Pimenta                                         | Jessica Leroux                                        | Lysiane Vallat                                        | Léa Duchampt                                          |              |                |
| 2015  | Baraqueville          | Quentin Barreau                                       | Arnaud Chivot                                         | Julien Pousson                                        | Mathilde Gautier                                      | Jessica Leroux                                        | Julie Stephan                                         |              |                |
| 2016  | Mesnard- la-Barotière | Thomas Sayer                                          | Denis Chevrot                                         | Quentin Barreau                                       | Cindy Pomares                                         | Julie Stephan                                         | Lætitia Lantz                                         |              |                |
| 2017  | Montceau- les-Mines   | Thomas Sayer                                          | Théo Charre                                           | Alexis Kardes                                         | Chloé Fouillot                                        | Céline Senia                                          | Manon-Cécile Climent                                  |              |                |
| 2018  | Verruyes              | Thomas Sayer                                          | Nathan Lessmann                                       | Loïc Cebelieu                                         | Céline Senia                                          | Claire Barthélémy                                     | Bérangère Martel                                      |              |                |
| 2019  | Bergerac              | Thomas Sayer                                          | Arthur Berland                                        | Arnaud Chivot                                         | Jeanne Lehair                                         | Célia Merle                                           | Julie Iemmolo                                         |              |                |
| 2020  | Angers                | Championnat annulé pour cause de pandémie de Covid-19 | Championnat annulé pour cause de pandémie de Covid-19 | Championnat annulé pour cause de pandémie de Covid-19 | Championnat annulé pour cause de pandémie de Covid-19 | Championnat annulé pour cause de pandémie de Covid-19 | Championnat annulé pour cause de pandémie de Covid-19 |              |                |
| 2021  | Pontivy               | Nathan Lessmann                                       | Antoine Muller                                        | Nathan Menant                                         | Justine Guérard                                       | Julie Iemmolo                                         | Pauline Lesther                                       |              |                |
| 2022  | Angers                | Quentin Barreau                                       | Hugo Winock                                           | Arnaud de Lustrac                                     | Céline Senia                                          | Pauline Lesther                                       | Lona Gandon                                           |              |                |
| 2023  | Mesnard- la-Barotière | Hugo Winock                                           | Léo Ouabdesselam                                      | Titouan Cormier                                       | Elena Polaert                                         | Juliette Houart                                       | Céline Senia                                          |              |                |
| 2024  | Dole                  | Arnaud des Boscs                                      | Simon Falbriard                                       | Nathan Merciris                                       | Elena Polaert                                         | Céline Senia                                          | Zia Pille-Yard                                        |              |                |